# Limbo
Limbo — язык программирования в операционной системе Inferno, созданный разработчиками UNIX.

## Особенности
Язык Limbo близок Си и Java, результатом компиляции является байт-код, что обеспечивает переносимость. Переносимость же лежит в основании самой ОС Inferno (наследницы Plan 9), доведенной до состояния приложения, запускаемого поверх хост-операционной системы: Plan 9, FreeBSD, Irix, Linux, Mac OS X, Solaris, Windows NT.
Limbo имеет встроенный механизм межпроцессного взаимодействия под названием «channels».
Среди встроенных типов:
- byte (8-разрядное целое беззнаковое число),
- int (32-разрядное целое число со знаком),
- big (64-разрядное целое число со знаком),
- real (64-разрядное число с плавающей запятой),
- array (массив со слайсами),
- string
- adt (Абстрактный тип данных)
- tuple (Кортеж),
- module

## Типы данных
Помимо обычных числовых типов, структур и union, Limbo поддерживает строки и несколько более специфических типов данных: списки, массивы, tuples и каналы. (Ещё есть специальный тип "модуль", но с точки зрения особенностей языка он интереса не представляет.) Все эти типы данных это first-class variables, т.е. их можно сохранять в переменных, передавать через каналы, и т.д.
Обычные числовые типы можно преобразовывать друг в друга, кроме того, строки тоже можно преобразовывать в числа и наоборот. Но все преобразования должны указываться явно, неявных преобразований типов нет.

### Строки
Строки можно преобразовывать в массивы байт, и наоборот.
Кроме этого строки поддерживают срезы, т.е. можно обратиться к конкретному символу или последовательности символов, например: my_string[5:15].

### Списки
list это последовательность элементов одного типа оптимизированная для стеко-подобных операций (добавить элемент в начало списка, получить первый элемент списка, получить остаток списка (кроме первого элемента)).
Для работы со списками есть три оператора:
- "::" (создание нового списка, левый операнд это один элемент, правый это список элементов того же типа)
- "hd" (возвращает первый элемент списка не меняя сам список)
- "tl" (возвращает список состоящий из второго и последующих элементов заданного списка - т.е. "выкусывает" первый элемент)

Пример:
```
l
 
:
 
list
 
of
 
int
;

l
   
=
 
10
 
::
 
20
 
::
 
30
 
::
 
nil
;
 
// создаём список из 3-х элементов

l
   
=
 
5
 
::
 
l
;
                
// добавляем в начало ещё один

i
  
:
=
 
hd
 
l
;
                  
// получаем int равный 5, список не изменился

l2
 
:
=
 
tl
 
l
;
                  
// получаем новый список 10 :: 20 :: 30 :: nil

l2
  
=
 
tl
 
l2
;
                 
// удаляем из него первый элемент

```

### Массивы
array содержит фиксированное кол-во элементов одного типа.
Размер массива указывается при его создании/инициализации, а не при объявлении типа переменной - т.е. массивы можно динамически создавать в любой момент (когда стал известен требуемый размер массива).
Фактически в Limbo только два способа динамически выделить память: создать array указав требуемый размер через переменную, и добавить новый элемент в начало list.
Естественно, массивы тоже поддерживают срезы.

### Tuples
Tuple - это список из 2-х и более элементов любых типов. И это не просто список, а такой же тип данных, как и другие - тип самого Tuple фактически определяется по тому, каких типов элементы и в каком порядке он содержит.
Пример:
```
i_s
 
:
 
(
int
,
 
string
);

i_s
 
=
 
(
5
,
 
"five"
);

// тип i_r_s_s это (int, real, string, string)

i_r_s_s
 
:
=
 
(
5
,
 
0.5
,
 
"five"
,
 
"comment"
);

```

Tuple можно раскладывать на составляющие, присваивая его в список обычных переменных:
```
// создаёт переменные i типа int и s типа string и

// инициализирует их значениями 5 и "five"

(
i
,
 
s
)
 
:=
 
i_s
;

```

Обмен значений двух переменных на Limbo:
```
(
i
,
 
j
)
 
=
 
(
j
,
 
i
);

```

### Каналы
Каналы (chan) позволяют организовывать IPC между локальными процессами передавая атомарно объекты заданного типа.
Чтение/запись канала это блокирующая операция.
```
c
 
:
=
 
chan
 
of
 
int
;
   
// создаёт канал

c
 
<-=
 
10
;
           
// отправить в канал

i
 
:
=
 
<-
c
;
           
// принять из канала int

<-
c
;
                
// принять и проигнорировать значение

c
 
=
 
nil
;
            
// уничтожить канал

```

Каналы бывают буферизированные (размер буфера вы указываете примерно так же, как размер массива). Запись в буферизованные каналы не блокируется пока не будет заполнен буфер. Буфер работает как FIFO очередь.
Для мультиплексирования каналов в Limbo есть целых два средства - можно читать из массива каналов, а можно использовать специальный оператор alt для выбора канала.
```
alt
 
{

    
i
 
:
=
 
<-
inchan
           
=>

        
sys
->
print
(
"received:%d
\n
"
,
 
i
);

    
outchan
 
<-=
 
"message"
   
=>

        
sys
->
print
(
"message sent
\n
"
);

}

```

### Составные типы
```
array
 
of
 
chan
 
of
 
(
int
,
 
list
 
of
 
string
)

```

Это массив хранящий каналы, по которым передаются tuple состоящие из int и списка строк. Размер массива здесь не определяется, он будет задан в процессе выполнения, при инициализации массива.

## Unicode
Limbo использует UTF8 для I/O, и UTF16 для представления строк в памяти.
Т.е., например при считывании исходника модуля с диска в нём может использоваться UTF8 в комментариях, строках и символьных константах.
Если есть массив байт (array of byte) и он конвертируется в строку, то байты из массива обрабатываются как UTF8 и конвертируются в строке в UTF16; а при преобразовании строки в массив байт происходит обратное преобразование и в массиве оказывается UTF8.

## Функции
Функциям можно передавать параметрами ссылки на функции.

## ООП
В привычном понимании концепции ООП нет. Однако абстрактные типы данных (adt) помимо обычных типов данных в качестве элементов могут содержать связанные функции.

## Потоки
Для запуска заданной функции в отдельном потоке в Limbo используется встроенный оператор spawn.

## Ошибки и исключения
Поддержка исключений есть, как обычных строковых, так и пользовательских типов. Большинство системных и библиотечных функций вместо исключений для возврата ошибок используют tuple: (errcode, result).

## Пример программы
Программа, выводящая «Hello, World».
```
implement Command;
include "sys.m";
include "draw.m";
sys:	Sys;
Command: module
{
    init: fn (ctxt: ref Draw->Context, argv: list of string);
};
init(ctxt: ref Draw->Context, argv: list of string)
{
	sys = load Sys Sys->PATH;
        sys->print("hello world\n");
        for (; argv!=nil; argv = tl argv)
               sys->print("%s ", hd argv);
        sys->print("\n");
}
```